# Octavio Díaz
Octavio Juan Díaz (Rosario, 7 de octubre de 1900 - Ibidem, 12 de noviembre de 1977) fue un futbolista argentino. Se desempeñaba como arquero y fue uno de los primeros referentes en ese puesto. Desarrolló su carrera principalmente en Rosario Central y también fue integrante de la selección Argentina. Es hijo de Juan Díaz y sobrino de Zenón Díaz.

## Carrera

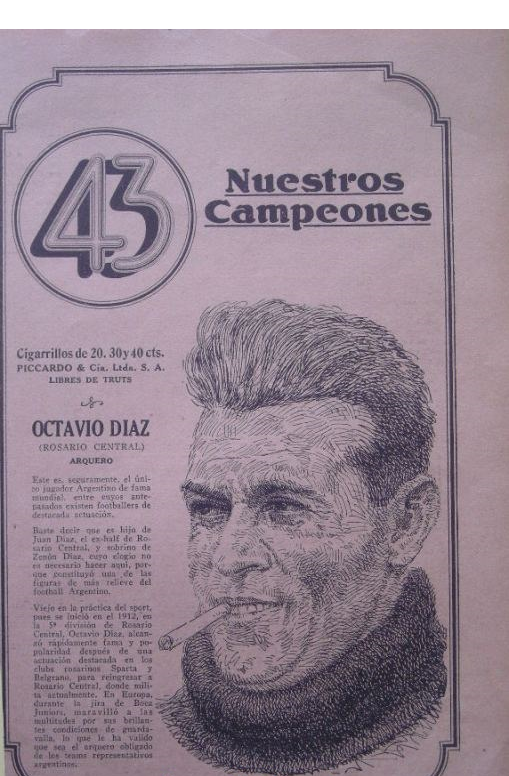
Díaz gozó de gran popularidad, tanto que fue modelo publicitario.

Su padre Juan siempre le reprochaba: "sos demasiado pachorriento, en la cancha hay que mantener movilidad". Sin embargo esa tranquilidad fue la que le permitió consolidarse en el puesto de arquero. Luego de formar parte de las divisiones juveniles de Rosario Central, al no encontrar lugar para jugar en primera, debutó en el Club Atlético Sparta de Rosario en 1917.

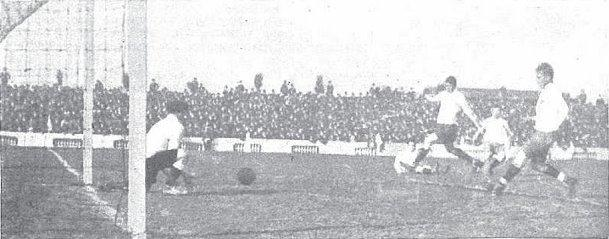
Díaz contiene un remate de Héctor Scarone, en un encuentro entre argentinos y uruguayos en 1920.

En 1919, retornó a Rosario Central para ser finalmente el guardavallas titular. Allí disputó 128 partidos, ganando un título nacional oficial y varias ligas y copas rosarinas de primera. Jugó junto a su tío Zenón en el último partido de este, frente a Newell's el 4 de abril de 1919; en dicho encuentro Octavio le detuvo un penal a Atilio Badalini, mientras que en los últimos minutos le cedió el puesto a su tío, fatigado físicamente. Ese año obtuvo su primer título con el canalla, la Copa Nicasio Vila 1919, y fue subcampeón de la Copa Ibarguren y de la Copa de Competencia. Sus destacadas actuaciones en el cuadro auriazul le confirieron sus primeras convocatorias a la Selección Argentina. 
En 1920 Octavio jugó hasta fines de junio en Rosario Central. El club de Arroyito se había desafiliado de la Liga Rosarina en ese mes de junio, y se afilió a la Asociación Amateurs Rosarina de Fútbol, por lo que Díaz necesitaba estar fichado en un club que sí estuviera bajo la órbita de la LRF para poder seguir jugando en la Selección Argentina. De esta manera, sobre fines de julio, y con la desafiliación de Central de la LRF, Octavio dejó el club auriazul y se fue a jugar a Central Córdoba de Rosario, permitiéndose de esa forma ser convocado en el Seleccionado Nacional. Completó 7 encuentros y marcó 2 goles (ambos de penal) con el club del barrio Tablada.
A principios de 1921 pasó a Rosario Puerto Belgrano, donde jugó hasta 1922 inclusive. Volvió al canalla en 1923 con la reafiliación a la LRF del cuadro de Arroyito, donde coronó varios títulos locales.

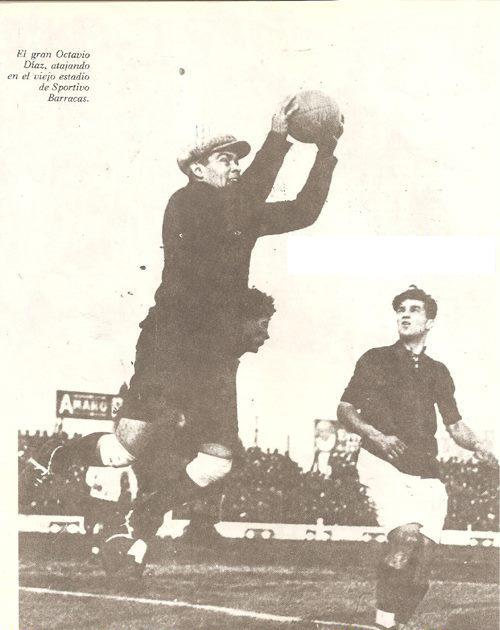
Octavio Díaz trascendió a nivel internacional.

Luego de coronarse en la Copa Vila de 1923, en 1925 fue prestado a Boca Juniors durante la gira europea que realizó este equipo. Luego de aquel préstamo por el club de La Ribera, volvió a Rosario Central, donde siguió cosechando títulos oficiales y distinciones personales, constituyéndose en el futbolista rosarino más popular de la época; obtuvo la Copa Vila en otras tres ocasiones (1927, 1928 y 1930). Integró además el primer plantel de Central en la era profesional del fútbol argentino, en 1931.
El año 1932 marcó su última experiencia como futbolista, al jugar en Atlanta, club que esa temporada había contratado a más de 60 futbolistas, entre ellos 9 arqueros, por lo que el paso de Díaz por el bohemio fue acotado en cantidad de partidos.
Tal fue su popularidad en el club, que es mencionado en el tango Dale Central, compuesto por Edmundo Longobuco, Roberto Puccini, Ricardo Michelman y José Sala, en 1971.
Siempre destacó a Serapio Acosta como su maestro y modelo a seguir.
En 1948 fue director técnico de Tigre. En el club de Victoria dirigió seis encuentros.

## Clubes

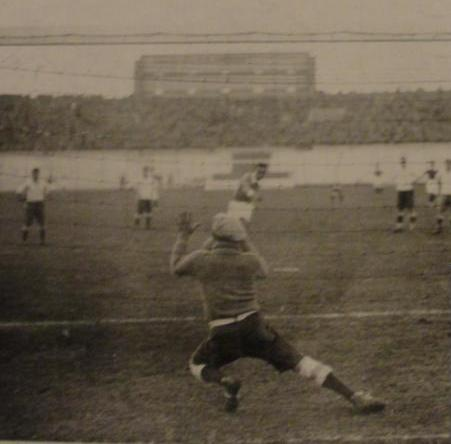
Octavio Díaz detiene un penal ante Egipto, por la semifinal de los JJOO de Ámsterdam 1928

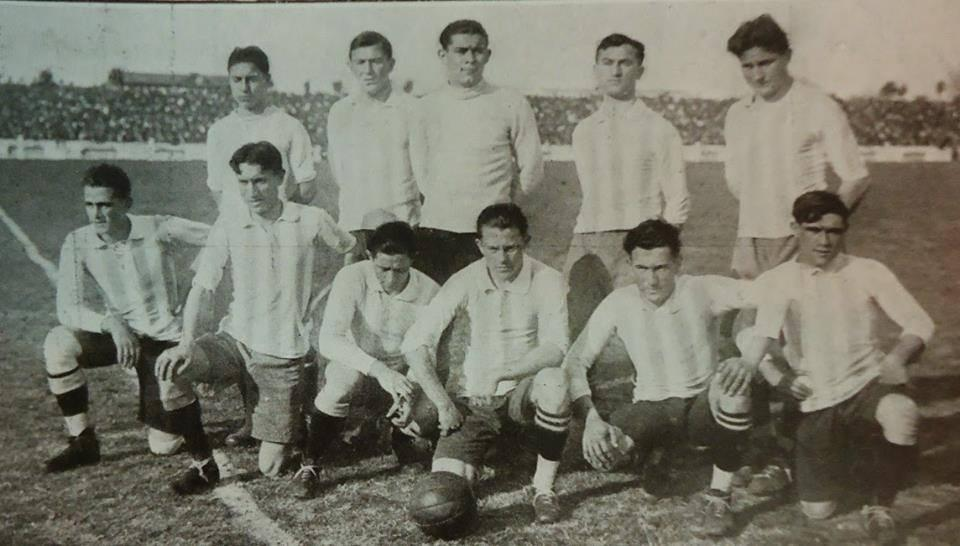
Octavio Díaz en la Selección Argentina de 1920; se encuentra en el centro de los futbolistas parados.

| Club                           | País      | Año       |
| ------------------------------ | --------- | --------- |
| Club Atlético Sparta (Rosario) | Argentina | 1917-1918 |
| Rosario Central                | Argentina | 1919-1920 |
| Central Córdoba (Rosario)      | Argentina | 1920      |
| Rosario Puerto Belgrano        | Argentina | 1921-1922 |
| Rosario Central                | Argentina | 1923-1924 |
| Boca Juniors                   | Argentina | 1925      |
| Rosario Central                | Argentina | 1925-1931 |
| Atlanta                        | Argentina | 1932      |

## Selección nacional

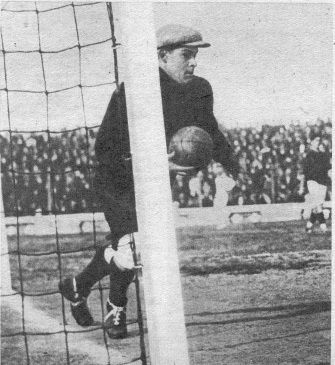
Octavio Díaz fue uno de los primeros referentes en el puesto de arquero

En total disputó 11 partidos con la Selección Argentina. Jugó el Campeonato Sudamericano 1926, logrando el subcampeonato, y el Campeonato Sudamericano 1927, coronándose campeón. También jugó en los Juegos Olímpicos de Ámsterdam 1928 obteniendo la medalla de plata.
Sus primeros partidos fueron en 1920 ante los uruguayos por las copas Honor Uruguayo y Newton. Entre 1926 y 1928 disputó dos campeonatos Sudamericanos, la Copa Lipton y el encuentro semifinal de los Juegos Olímpicos de 1928 ante Egipto, en el cual contuvo un penal.
Estuvo preseleccionado para integrar el plantel que afrontaría la Copa Mundial de Fútbol de 1930, pero finalmente fue desafectado como castigo a liderar una huelga de futbolistas en Rosario.

### Participaciones en Copa América
| Copa              | Sede  | Resultado  | PJ | GR |
| ----------------- | ----- | ---------- | -- | -- |
| Sudamericano 1926 | Chile | Subcampeón | 4  | 3  |
| Sudamericano 1927 | Perú  | Campeón    | 2  | 3  |

### Participaciones en Juegos Olímpicos
| Copa                | Sede         | Resultado  | PJ | GR |
| ------------------- | ------------ | ---------- | -- | -- |
| JJOO Ámsterdam 1928 | Países Bajos | Subcampeón | 1  | 0  |

### Detalle de partidos en la Selección
| Fecha      | Estadio           | Ciudad       | Torneo         | Rival    | Resultado |
| ---------- | ----------------- | ------------ | -------------- | -------- | --------- |
| 18-07-1920 | Parque Central    | Montevideo   | Honor Uruguayo | Uruguay  | 0-2       |
| 25-07-1920 | Sportivo Barracas | Buenos Aires | Copa Newton    | Uruguay  | 1-3       |
| 16-10-1926 | Sports de Ñuñoa   | Santiago     | Sudamericano   | Bolivia  | 5-0       |
| 20-10-1926 | Sports de Ñuñoa   | Santiago     | Sudamericano   | Paraguay | 8-0       |
| 24-10-1926 | Sports de Ñuñoa   | Santiago     | Sudamericano   | Uruguay  | 0-2       |
| 31-10-1926 | Sports de Ñuñoa   | Santiago     | Sudamericano   | Chile    | 1-1       |
| 30-08-1927 | Boca Jrs.         | Buenos Aires | Copa Lipton    | Uruguay  | 0-1       |
| 30-10-1927 | Nacional          | Lima         | Sudamericano   | Bolivia  | 7-1       |
| 20-11-1927 | Nacional          | Lima         | Sudamericano   | Uruguay  | 3-2       |
| 01-04-1928 | Lumiar            | Lisboa       | Amistoso       | Portugal | 0-0       |
| 06-06-1928 | Olímpico          | Ámsterdam    | JJOO           | Egipto   | 6-0       |

### Selección de Rosario
Integró en varias oportunidades este combinado, siendo su participación más importante la del Campeonato Argentino Interligas de 1929, cuya fase final se disputó en el estadio de River Plate, coronándose el equipo rosarino como campeón al vencer en la final al representativo de la Liga Tucumana de Fútbol. Al consumarse la victoria Octavio exclamó a viva voz: ¡¡¡Rosario, cuna de campeones!!!, forjando así un latiguillo utilizado durante muchos años por la prensa deportiva.

## Palmarés

### Torneos internacionales oficiales
| Equipo              | Título                            | Sede         | Año  |
| ------------------- | --------------------------------- | ------------ | ---- |
| Selección Argentina | Campeonato Sudamericano           | Perú         | 1927 |
| Selección Argentina | Medalla de Plata-Juegos Olímpicos | Países Bajos | 1928 |

### Torneos nacionales oficiales
| Equipo             | País      | Título                          | Año  |
| ------------------ | --------- | ------------------------------- | ---- |
| Boca Juniors       | Argentina | Campeón de Honor                | 1925 |
| Selección Rosarina | Argentina | Campeonato Argentino Interligas | 1929 |

### Torneos locales oficiales
| Equipo          | País      | Título            | Año  |
| --------------- | --------- | ----------------- | ---- |
| Rosario Central | Argentina | Copa Nicasio Vila | 1919 |
| Rosario Central | Argentina | Copa Nicasio Vila | 1923 |
| Rosario Central | Argentina | Copa Nicasio Vila | 1927 |
| Rosario Central | Argentina | Copa Nicasio Vila | 1928 |
| Rosario Central | Argentina | Copa Nicasio Vila | 1930 |